# HAT-P-25
HAT-P-25 — звезда в созвездии Овна на расстоянии около 968 световых лет от нас. Вокруг звезды обращается, как минимум, одна планета.

## Характеристики
HAT-P-25 относится к тому же типу звёзд, что и наше Солнце — это жёлтый карлик с массой и диаметром 1,01 и 0,95 солнечных соответственно.Однако звезда заметно тусклее нашего дневного светила: её светимость составляет 75 % солнечной светимости. Возраст HAT-P-25 оценивается приблизительно в 3,2 миллиарда лет.

## Планетная система

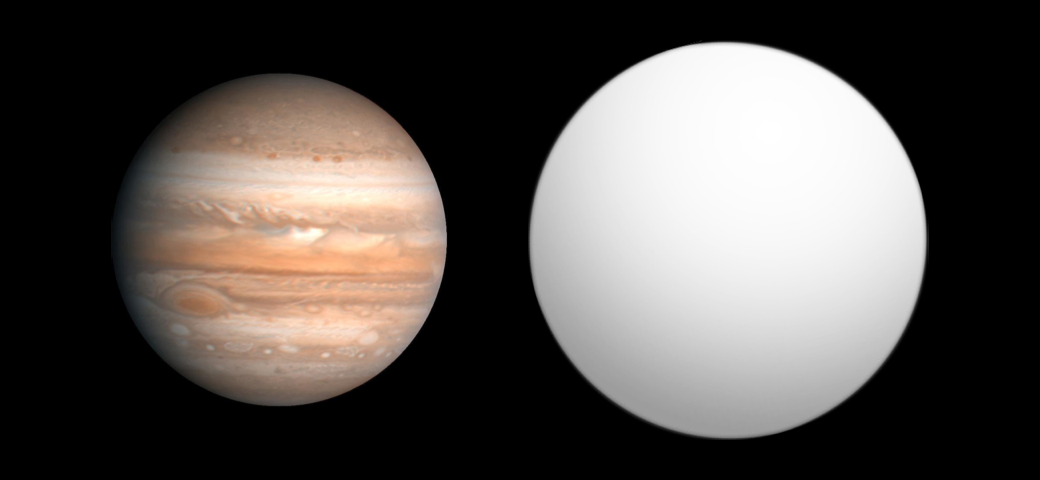
Сравнительные размеры HAT-P-25 b и Юпитера.

В 2010 году командой астрономов, работающих в рамках проекта HATNet, было объявлено об открытии планеты HAT-P-25 b в системе. Она принадлежит к классу горячих юпитеров. Её масса и диаметр составляют 57 % и 119 % юпитерианских. Полный оборот вокруг родительской звезды она совершает за 3,6 суток. Открытие было совершено транзитным методом.